# Приречені на смерть
Приречені на смерть (англ. Those About to Die) — епічний історичний драматичний телесеріал, розроблений Робертом Родатом і зрежисований Роландом Еммеріхом і Марком Кройцпайнтнером. Серіал — це телевізійна адаптація однойменного роману американського письменника Деніела Меннікса. Прем'єра усіх 10-ти серій відбулася 18 липня 2024 року на стрімінговому сервісі Peacock, а вже наступного дня — на Prime Video для міжнародної аудиторії. Назва серіалу посилається на традиційне привітання гладіаторів до цезаря перед виходом на арену — «Здрастуй, Цезарю, приречені на смерть вітають тебе» (лат. Ave, Caesar, morituri te salutant).

## Сюжет
Серіал описує світ ігор Римської імперії, зосереджений навколо візничих, гладіаторів і політики навколо імператора.

## Акторський склад

### Головний
- Іван Реон у ролі Тенакса, підпільного злочинного боса та власника найбільшої в Римі букмекерської таверни.
- Сара Мартінс[fr] — Кала, нумідійська[en] торговиця, мати Кваме, Аури та Джули.
- Том Хьюз[en] у ролі Тіта Флавіана, відомого полководця, старшого сина Веспасіана, призначений наступником.
- Джоджо Макарі[en] в ролі Доміціана Флавіана, молодшого сина Веспасіана, і Еділь Луді, яка організовує в Римі гладіаторські змагання та перегони на колісницях.
- Мо Хашим[it] у ролі Кваме, нумідійського бійця, який став гладіатором, син Кали.
- Йоганнес Хьойк'юр Йоганнессон[is] — Вігго, скандинавський воїн і товариш-гладіатору Кваме.
- Руперт Пенрі-Джонс[en] у ролі Марка Сервілія, сенатора Риму, чоловіка Антонії та члена синьої фракції.
- Габріелла Песіон[it] — Антонія Сервілія, дружина Марка та член синьої фракції.
- Дімітрі Леонідас[en] — Скорпус, успішний і улюблений візник, друг Тенакса.
- Еміліо Сакрая — Ксенон, візник і суперник Скорпуса.
- Давід Вурава[de] в ролі Гавроша, досвідченого дресирувальника коней і експерта з гладіаторських ігор.
- Пепе Баррозу[d] — Фонсоа, брат Елії та Андрії.
- Гонсало Алмейда в ролі Елії, молодшого брата Фонсоа та Андрії, який приїжджає до Риму, сподіваючись продати своїх жеребців.
- Енеко Сагардой[es] — Андрія, старший брат Еліа та Фонсоа, який мріє стати візником.
- Лара Вольф[es] — Верніка, юдейська коханка Тита, визнана «єврейською королевою».
- Романа Маджора Вергано[it] — Салена, дружина Руфуса, яка має частки у фракції Блакитних.
- Анжеліка Деві[en] в ролі Калтонії, голови фракції Синіх.
- Ентоні Гопкінс у ролі Веспасіана, імператора Риму, що перебуває наприкінці свого життя.

### Другорядний
- Кішан Вілсон — Аура, старша донька Кали.
- Алісія Едогаме, як Джула, наймолодша дочка Кали, яка перетворила на рабиню Антонія та Марса.
- Алессандро Бедетті[d] — Гермес, раб і коханець Доміціана.
- Мартін Форд[en] у ролі Фламми, страшного та жахливого гладіатора.
- Джаррет Дж. Мерц[de] — Дачія, поплічник Тенакса.
- Вінсент Ріотта[en] — Лето, римський сенатор і голова білої фракції.
- Майкл Бундред — Торель, римський сенатор і голова червоної фракції.
- Марко Гамбіно — Сепульцій, римський сенатор і голова фракції зелених.
- Адріан Буше[en] — Порто, преторіанський префект під час Тита.
- Клелія Заніні — Марсія, нова римська наречена Тита.
- Аліса Ламанна — Корнелія, донька Антонія та Марса та весталка Риму.
- Віктор фон Ширах[sv] у ролі Пасса, майстра екстравагантних ігор Доміціана.
- Даніель Стісен[no] — Урсус, таємнича фігура з минулого Тенакса.
- Крістіан Гіллборг[sv] у ролі Норо, поплічника Тенакса.
- Девід Туччі[es] — Манілій, преторіанець, який укладає угоди з Тенаксом і Доміціаном.
- Майкл Меггі в ролі Руфуса, чоловіка Салени, залежного від азартних ігор, який програє акції своєї дружини у фракції Блакитних.
- Томас Хант у ролі Луція, голови групи кишенькових злодіїв, які працюють на Доміціана.
- Крістофер Ворд у ролі Тіонеса, работорговця.
- Джонатан Гарбо[d] в ролі Туцціана
- Хілал Беракі в ролі Сеено
- Хоссейн Тагері в ролі Аббаса
- Мохаммад Бакрі[ar] в ролі Фаріда
- Елеонора Гаггеро[it] — Іріс

## Епізоди
| № серії (загалом) | № серії (в сезоні) | Назва серії           | Режисер(и)          | Сценарист(и)         | Оригінальна дата виходу |
| --- | ------------------ | --------------------- | ------------------- | -------------------- | ----------------------- |
| 1 | 1                  | «Rise or Die»         | Роланд Еммеріх      | Роберт Родат         | 18 липня 2024           |
| У 79 році нашої ери імператор Веспасіан будує Колізей і очолює Рим разом зі своїми двома синами: Тітом, полководцем, і Доміціаном. Кримінальний авторитет Тенакс керує гральним бізнесом і влаштовує перегони, щоб виграти частки однієї з гоночних фракцій у Circus Maximus. Римські солдати вриваються в дім Карли, викрадають її дочок — Ауру та Юлу, і везуть їх до Риму, щоб продати їх як рабів. Син Карли, Кваме, на полюванні, але намагається врятувати їх, хоч його самого схоплюють і продають як гладіатора. Троє братів, Гаврос, Фонсола та Елія, прибувають до Риму з Іспанії з надією продавати та дресирувати коней, яких використовували у Circus Maximus. Скорпус виграє свою гонку, але виявляє, що колісниця, яку він спочатку мав використовувати, була саботована і мала розбитися.                                                                      |                    |                       |                     |                      |                         |
| 2 | 2                  | «Trust None»          | Роланд Еммеріх      | Роберт Родат         | 18 липня 2024           |
| Тенакс вирішує, що колісницю Скорпуса саботував Доміціан, щоб той міг сплатити свої гральні борги. Скорпус їздить верхи на іспанських конях, яких привезли Гаврос, Фонсола та Елія, і вражений їхньою швидкістю. Тенакс продає частки фракції, які він отримав під час ставок, і отримує достатньо грошей, щоб створити власну фракцію, а також укладає угоду з Доміціаном, щоб отримати половину власності команди в обмін на те, що він стане його клієнтом. Веспасіан оголошує, що його наступником буде Тит, що викликає гнів Доміціана. Іспанські коні отруєні, а Тенакс шукає злочинця. Кала прибуває до Риму, але не може купити свободу своїх дочок, оскільки Джулу купує Антонія, дружина консула Марса, і щоб шпигувати за нею, Тенакс купує Ауру. Він укладає угоду з Калою, що вона буде їхнім посередником, в обмін на те, що пізніше викупить свободу її доньки. |                    |                       |                     |                      |                         |
| 3 | 3                  | «Death's Door»        | Роланд Еммеріх      | Роберт Родат         | 18 липня 2024           |
| 4 | 4                  | «Fool's Bet»          | Марко Кройцпайнтнер | Чарльз Голланд       | 18 липня 2024           |
| 5 | 5                  | «Betrayal»            | Марко Кройцпайнтнер | Алекс Кармедель      | 18 липня 2024           |
| 6 | 6                  | «Blood Relation»      | Марко Кройцпайнтнер | Єва Гонсалес Сігрішт | 18 липня 2024           |
| 7 | 7                  | «Death's Bed»         | Марко Кройцпайнтнер | Джилл Робі           | 18 липня 2024           |
| 8 | 8                  | «All or Nothing»      | Марко Кройцпайнтнер | Марісса Лестрейд     | 18 липня 2024           |
| 9 | 9                  | «The Die Is Cast»     | Роланд Еммеріх      | Роберт Родат         | 18 липня 2024           |
| 10 | 10                 | «Let the Games Begin» | Роланд Еммеріх      | Роберт Родат         | 18 липня 2024           |

## Виробництво
У липні 2022 року було оголошено, що Peacock замовила серіал для проекту, написаного Робертом Родатом і режисера Роланда Еммеріха. Бюджет серіалу становить 140 мільйонів доларів.
У січні 2023 року був обраний Ентоні Гопкінс на одну з головних ролей. Дімітрі Леонідас, Габріелла Песіон, Лоренцо Рикельмі та Том Хьюз приєдналися до акторського складу в лютому, а Марко Кройцпайнтнер приєднався до Еммеріха режисером. Виробництво почалося на студії Cinecittà в Римі в березні з оголошеним додатковим кастингом, включаючи Івана Реона, який був обраний замість Рикельмі.

## Сприйняття
Серіал отримав 49 % рейтингу схвалення на основі 41 огляду на Rotten Tomatoes із середнім балом 5,3 з 10.